# Polimodal

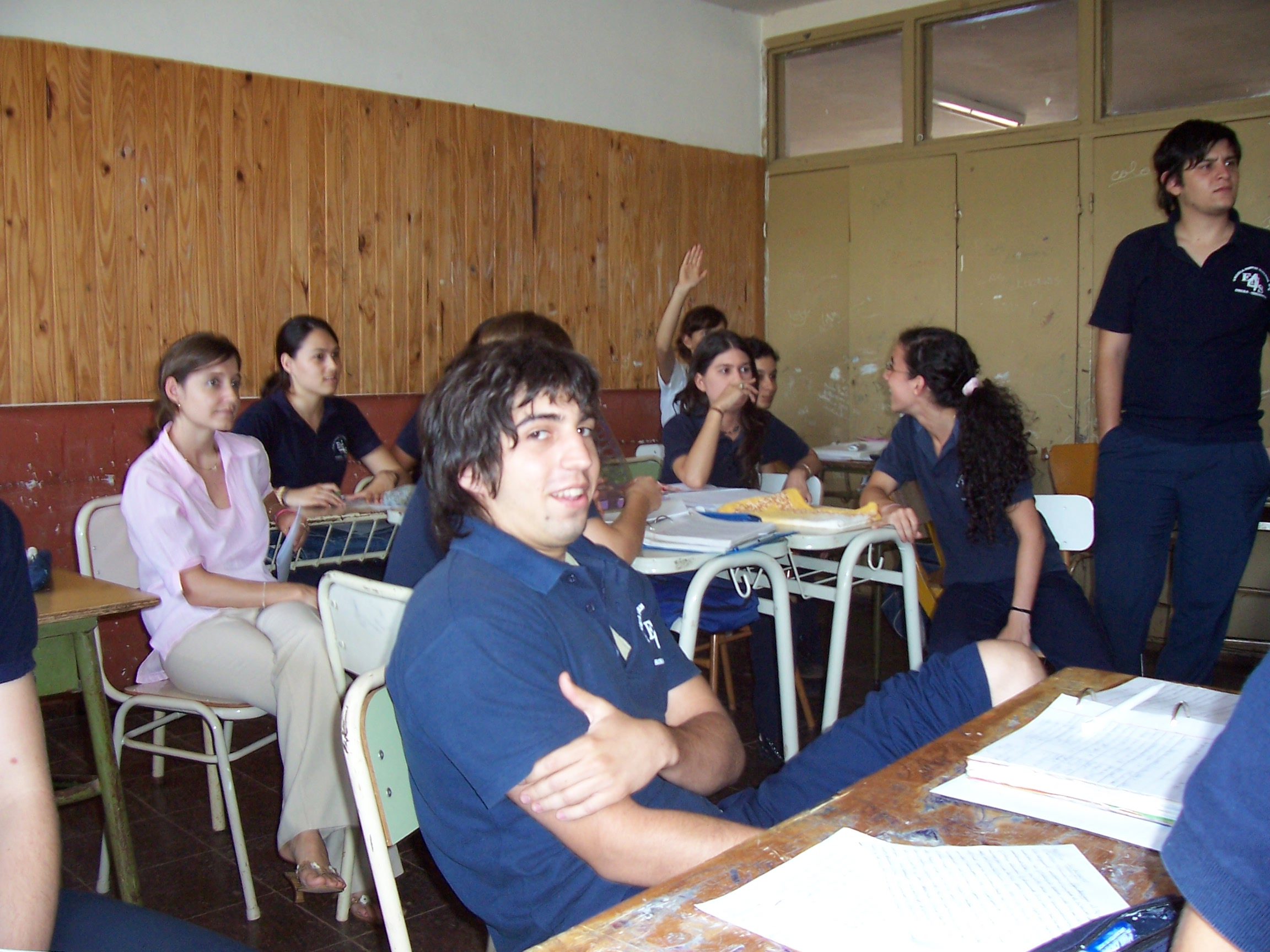
Adolescentes del último año de la Educación Polimodal, de una escuela de Misiones.

Polimodal fue un tipo de sistema educativo usado en la República Argentina para reemplazar a la escuela secundaria. En las provincias de República Argentina que adoptaron al sistema, se denominaba de esta manera al ciclo profesional de la enseñanza de nivel medio. Con una duración de tres años, no era obligatorio en todas las provincias y se cursaba con posterioridad a la Educación General Básica (EGB). Otras jurisdicciones, como la ciudad de Buenos Aires, mantenían el régimen de 7 años de enseñanza primaria y 5 de secundaria. Finalizado el nivel polimodal, el alumno estaba habilitado para ingresar a la Universidad.

## Actualidad
A partir del 2012 el Polimodal es reemplazado por el ciclo superior de la E.S.(Educación Secundaria) que se cursa luego de haber finalizado el ciclo básico de la educación secundaria (E.S.B.).

## Estructura
Existen diferentes orientaciones que preparan a los alumnos con distintas capacidades:
- Comunicación, Artes y Diseño
- Ciencias Naturales
- Ciencias Sociales / Humanidades
- Economía y Administración
- Producción de Bienes y Servicios